# Yi Sun-sin-brug
De Yi Sun-sin-brug (Koreaans: 이순신대교) is een hangbrug in het zuiden van Zuid-Korea. De hangbrug werd op 12 mei 2012 voor het verkeer opengesteld. De brug werd bij ingebruikname de hangbrug met de op drie na langste overspanning ter wereld. Die maximale overspanning bedraagt 1.545 meter.
De brug verbindt de stad Gwangyang op het vasteland in het noorden met de stad Yeosu in het zuiden, gelegen op een eiland, beide in de provincie Jeollanam-do. De brug laat toe dat de schepen ongehinderd door de verbinding hun vaarweg doorheen de havens van de steden kunnen volgen.